# 虹 〜もうひとつの夏〜
『FUKUYAMA PRESENTS 虹 〜もうひとつの夏〜』（ふくやまぷれぜんつ にじ 〜もうひとつのなつ〜）は福山雅治のスペシャル・シングル。2004年7月28日に発売された。制作はユニバーサルJ、発売・販売元はユニバーサルミュージック。

## 解説
前年（2003年）放送されたフジテレビ系ドラマ『WATER BOYS』主題歌の「虹」に続き、再び放送された『WATER BOYS2』の主題歌に「虹 〜もうひとつの夏〜」が使用された。
夏季限定盤として発売された。
デジパック仕様。

## 収録曲
1. 虹 〜もうひとつの夏〜
（作詞・作曲：福山雅治 / 編曲：井上鑑）
2. 虹 〜Swim and Soul〜
（作詞・作曲：福山雅治 / 編曲：井上鑑）
3. 虹 〜Original Version〜
（作詞・作曲・編曲：福山雅治）
2003年に発売されたシングル「虹／ひまわり／それがすべてさ」に収録されているオリジナル音源。
4. 虹 〜Poolside Lovers〜
（編曲：服部隆之）
インストゥルメンタル。
5. 虹 〜Lonesome Waterboy〜
（編曲：服部隆之）
インストゥルメンタル。
6. 虹 〜Summer Festa Mix〜
ピストン西沢によるRemix。
7. 虹 〜'03 Synchronized Mix〜
ピストン西沢によるRemix。
2003年に発売されたシングル「虹／ひまわり／それがすべてさ」に収録されている「虹 〜シンクロナイズドMIX〜」と同じ音源。

## ミュージシャン
| - Signature Tune - 虹 〜もうひとつの夏〜 - Keyboards:AKIRA INOUE - Drums:HIDEO YAMAKI - Bass:KENJI TAKAMIZU - Guitars:TSUYOSHI KON - Strings:CHIEKO KINBARA Strings 虹 〜Swim and Soul〜 - Keyboards:AKIRA INOUE - Drums:HIDEO YAMAKI - Bass:CHIHARU MIKUZUKI - Guitars:HIROFUMI TOKUTAKE / TSUYOSHI KON - Trumpet:KOJI NISHIMURA - T.Sax / B.Sax:TAKUO YAMAMOTO 虹 〜Original Version〜 - Vocal, Backing Vocal, Guitar & Drums:MASAHARU FUKUYAMA - Keyboards & Guitar:AKIRA INOUE - Drums:TATSUO HAYASHI - Bass:CHIHARU MIKUZUKI - Guitar:SHIGERU SUZUKI | - Instrumental Tune - 虹 〜Poolside Lovers〜 - Strings:RUSH by TAKASHI KATO - Harp:YUKO TAGUCHI - Percussion:MIDORI TAKADA - Flute:HIDEYO TAKAKUWA - Flute & Piccolo:AKIKO OHSAWA - Oboe & Cor anglais:MAYUKO MORIEDA - Clarinet:MASASHI TOGAME / KIMIO YAMANE - Fagotto:KEISUKE NOJIMA / RIE TSUKAHARA - Harmonica:TATSUYA NISHIWAKI 虹 〜Lonesome Waterboy〜 - Strings:RUSH by TAKASHI KATO - Harp:YUKO TAGUCHI - Clarinet:MASASHI TOGAME - Remix Tune - 虹 〜Summer Festa Mix〜 - Remixed by PISTON NISHIZAWA 虹 〜'03 Synchronized Mix〜 - Remixed by PISTON NISHIZAWA |